# Звейндрехт (Бельгия)
Звейндрехт (нидерл. Zwijndrecht) — коммуна и деревня в Бельгии, в провинции Антверпен Фламандского региона. Кроме самой деревни Звейндрехт, включает в себя деревню Бюрхт (Burcht). По статистическим данным от 1 января 2006 года, население коммуны — 18 231 человек.
Общая площадь — 17,82 км², плотность населения — 1023 чел./км².

## Известные жители
- Лео Тиндеманс, премьер-министр Бельгии в 1974—1978 гг.